# Skagenröra
Le Skagenröra est un mélange de crevettes, de crème fraîche et d'aneth ainsi que d'autres ingrédients qui varient selon les recettes. Il est souvent accompagné de pommes de terre et d'oignons rouges.

## Toast Skagen
Le toast Skagen est une spécialité suédoise. Il se compose de :
- un toast
- de skagenröra ou des crevettes à la mayonnaise
- de citron
- d'œuf dur
- de salade, d'oignon rouge, d'aneth
- de légumes tels que du concombre